# The Simpsons Cartoon Studio
The Simpsons Cartoon Studio är ett datorspel utformat som ett videoredigeringsprogram baserat på TV-serien Simpsons för Microsoft Windows och Mac OS Classic och släpptes i mitten av 1996. I datorspelet producerar spelaren sina egna avsnitt av Simpsons genom att välja bland en rad förutbestämda föremål. Tillsammans med spelet publicerades gratisprogrammet The Simpsons Cartoon Studio Player som krävs för att kunna spela upp filmerna som producerats.
Spelet innefattar sjutton karaktärer, femtio specialeffekter, tvåhundrasjuttiosju animeringar och trettiofem bakgrunder gjorda av tusentals individuella handritade teckningar. Spelet är producerat av Fox Interactive, med hjälp av programmet Felix the Cat's Cartoon Toolbox av Big Top Productions. Dialogrösterna är inspelade av de vanliga röstskådespelarna. Filmen blir till genom att spelaren först väljer en bakgrund, sen karaktärerna, sen animeringarna och specialeffekter och sist dialogen och ljudeffekter.

## Röster
- Dan Castellaneta: Homer Simpson / Krusty / Barney Gumble / Abraham Simpson / Kodos
- Julie Kavner: Marge Simpson
- Nancy Cartwright: Bart Simpson / Nelson Muntz / Ralph Wiggum
- Yeardley Smith: Lisa Simpson
- Hank Azaria: Apu Nahasapeemapetilon / Clancy Wiggum / Nick Riviera / Bumblebee Man
- Harry Shearer: Mr. Burns / Waylon Smithers / Seymour Skinner / Ned Flanders / Kang / Kent Brockman
- Pamela Hayden: Milhouse van Houten / Jimbo Jones